# پولا کابزاس
جانت پاولا کابزاس کاستیلو (Janeth Paola Cabezas Castillo؛ زاده ۱۹۷۸) یک سیاستمدار زن اهل اکوادور است که برای حزب ارمتیکو دموکرات مرکزی فعالیت می‌کند. وی عضو مجلس شورای ملی اکوادور است.

## زندگی
کابزاس در تاریخ ۱۹۷۸ در اسمرالداس متولد شد. از ۱۵سالگی در رادیو آغاز به کار نمود. وی از دانشگاه گوایاکیل فارغ‌التحصیل شد و بعد در دانشگاه دل سالوادور در بوئنوس آیرس در رشته بازاریابی سیاسی تحصیل کرد و با مدرک کارشناسی ارشد فارغ‌التحصیل شد.
برای مدت بسیاری موهایش را صاف می‌نمود یا کلاه گیس می‌گذاشت. در این حال وقتی خواهرزاده اش از او پرسید که آیا می‌تواند از شر موهای «زشت» خود خلاص شود و موهایی مثل او داشته باشد، متوجه شد که باید الگوی مناسبی باشد. وی تصمیم گرفت موهایش را طبیعی کند، گرچه شست و شوی موهایش چهل و پنج دقیقه طول می‌کشد.
در اکوادور تبعیض بر طبق جنسیت جرم محسوب می‌شود. می‌توان برای سیاستمداران جریمه اعمال نمود و آنها را از سمت خود اخراج نمود. کابزاس علیه آندرس کاستیلو که یک سیاستمدار آینده است، اتهاماتی وارد کرده بود. توئیت توهین آمیزی که حاوی جنبه نژادپرستانه نیز بود.